# Квинслендский технологический университет
Квинслендский технологический университет (КТУ) (англ. Queensland University of Technology) — общественный исследовательский университет, расположенный в Брисбене, Квинсленд, Австралия. КТУ расположен в двух кампусах, Гарденс-Пойнт и Кельвин-Гроув, находящихся в районе Брисбена. Университет был основан в 1989 году в результате преобразования Квинслендского технологического института (КТИ). В 1990 году Брисбенский колледж высшего образования объединился с КТУ.
В 2019 году в КТУ было зачислено 52 511 студентов, включая 9 769 иностранных студентов из более чем 100 стран, 39 871 студентов бакалавриата, 11 938 аспирантов и 702 студентов, обучающихся на курсах. В 2019 году штат университета насчитывал 4886 сотрудников. В 2019 году общий доход КТУ составил около 1,160 миллиарда долларов. Годовой бюджет университета в этом же году составил около 1,187 миллиарда долларов.
КТУ был членом Австралийской технологической сети университетов, но отказался от участия 28 сентября 2018 года.

## История
История КТУ берёт свое начало в 1849 году, с даты основания Брисбенской школы искусств. Квинслендский технологический институт (КТИ) стал преемником Центрального технического колледжа и был сформирован в 1965 году.
Нынешний КТУ был основан как университет в 1989 году в результате слияния следующих учебных заведений:
- Брисбенская школа искусств (1849);
- Брисбенский технический колледж (1882);
- Центральный технический колледж (1908);
- Квинслендский технологический институт (1965).

Брисбенский колледж высшего образования был основан в 1982 году и представляет собой комбинацию нескольких предшественников:
- Брисбенский колледж подготовки педагогов детского сада (1965);
- Педагогический колледж Квинсленда (1914);
- Педагогический колледж Кельвин Гроув (1961);
- Колледж высшего образования Кельвин Гроув (1976 год);
- Педагогический колледж Кедрон-Парк (1961);
- Колледж высшего образования Северного Брисбена (1974).

В 1988 году Квинслендскому технологическому институту (КТИ) был присвоен статус университета, и с января 1989 года он начал функционировать как Квинслендский технологический университет (КТУ). Брисбенский колледж высшего образования присоединился к КТУ в 1990 году.
Изначально кампус Гарденс-Пойнт размещался в здании 19 века, бывшем Доме правительства Квинсленда. В 1909 году во время переезда резиденции губернатора старый Дом правительства и прилегающие пять гектаров были отведены под университет и технический колледж.

## Кампусы и округа
КТУ имеет три кампуса. Территория каждого из них представляет собой микро-сообщество с образовательными, развлекательными и иными, необходимыми для обучения, вспомогательными объектами.

### Гарденс-Пойнт

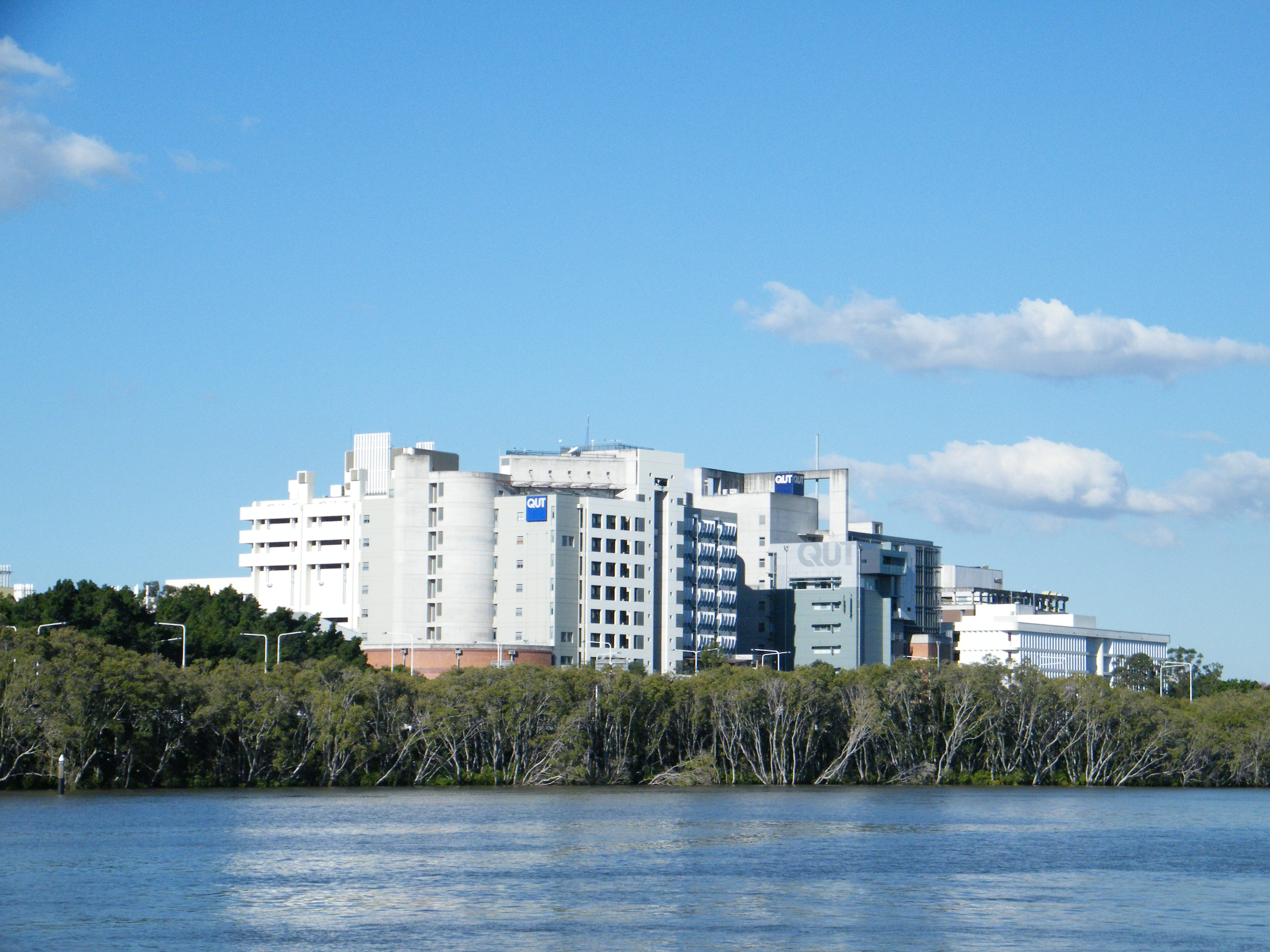
Часть кампуса Гарденс-Пойнт

Кампус Гарденс-Пойнт находится в центре Брисбена, рядом с рекой Брисбен, городскими ботаническими садами и зданием Парламента. В центре кампуса расположен старый Дом правительства, построенный в 1862 году. В этом кампусе студенты обучаются на факультетах бизнеса, права, науки и техники.

#### Культурная зона
В кампусе Гарденс-Пойнт находится выставочная зона, в которую входят Театр «Гарденс» и Художественный музей КТУ, где проходят различные театральные постановки и выставки.
- В Художественном музее КТУ находится художественная коллекция университета, в которой основное внимание уделяется современному австралийскому искусству, в том числе живописи, скульптуре, декоративному искусству[10]. Музей открылся в 2000 году и за первое десятилетие своей работы привлёк около 350 000 человек[11]. Здание в стиле неоклассицизма 1930-х годов было спроектировано австралийской компанией Peddle Thorpe Architects.
- Театр «Гарденс», ранее известный как Театр Бэзила Джонса, был отремонтирован при содействии правительства Квинсленда. Он был открыт в 1999 году премьер-министром Питером Битти уже в качестве Театра «Гарденс». В его состав входит: профессиональный театр, детский театр и театр для студенческих представлений[12] .Этот театр располагает обширным пространством для университетских и иных постановок, включая постановки с приглашенными артистами, и является единственным театральным комплексом в центральном районе Брисбена.

#### Зона науки и техники
Зона науки и инженерии была создана в ноябре 2012 года. Она объединяет преподавание и исследования в области науки, технологий, инженерии и математики.

### Кельвин Гроув

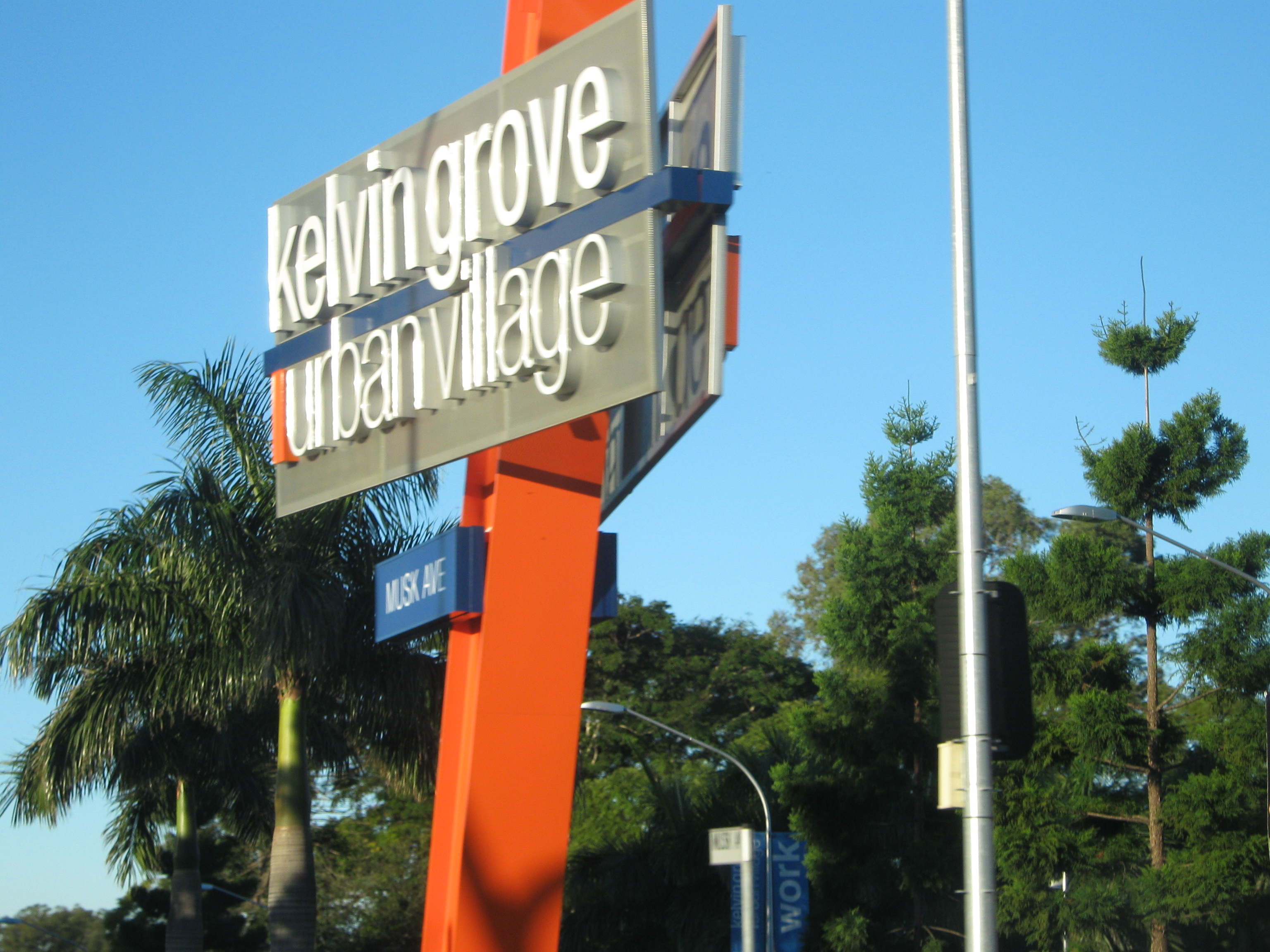
Кампус Кельвин Гроув

Кампус Кельвин Гроув расположен в поселке городского типа с одноименным названием Кельвин Гроув. В этом кампусе находятся факультеты, связанные с творчеством, педагогикой и здравоохранением, а также Международный колледж КТУ и Институт здоровья и биомедицинских инноваций.
Университет также имеет свою сеть медицинских центров «Клиники Кэльвин Гроув», где предлагаются бесплатные или недорогие услуги работникам университета, студентам и широкому кругу общественности.
Креативное пространство, расположенное в кампусе Kelvin Grove, включает в себя множество художественных и выставочных пространств, открытых для публики:
- Театр «Roundhouse»;
- интерактивные выставочные пространства;
- экспериментальный театр «Черный ящик»;
- мультимедийные перформанс-пространства;
- общественные выставки произведений искусства.

Креативное пространство было построено за 60$ миллионов на территории бараков Австралийской армии, которые были выведены из эксплуатации в 1998 году.

### Канберра
Один из небольших кампусов КТУ расположен в пригороде Дикин в Канберре. Он занимает один этаж EQ Café Lounge в помещении бизнес-парка Equinox. В настоящее время в данном кампусе преподается только одна программа, а именно программа магистратуры в сфере делового администрирования (EMBA)
.

### Сэмфордский экологический исследовательский центр
Сэмфордский экологический исследовательский центр — это участок земли площадью 51 гектар (130 акров), который Элизабет Неста Маркс завещала КТУ в качестве учебного и исследовательского центра в области биоразнообразия, развития городов и сельского хозяйства.

### Бывшие кампусы

#### Кабултюр
Кампус Кабултюр, расположенный в 45 километрах (28 миль) к северу от Брисбена, делил помещение совместно с TAFE Queensland. Обучаясь в данном кампусе, можно было получить степень бакалавра в области бизнеса, педагогики и социологии, а также в области творчества и искусства, однако с 8 января 2018 года, после того, как кампус был отдан Университету Саншайн-Кост, программы в области творчества и искусства отныне не преподаются.

#### Карселдин
Кампус Карселдин включал в себя Школу психологии, Школу общественного здравоохранения и социологии, а также некоторые специальности в сфере бизнеса, науки и информационных технологий. Однако в ноябре 2008 года вся учебная и исследовательская деятельность кампуса Карселдин была перенесена в кампусы Кельвин Гроув и Гарденс-Пойнт. Кампус на определенное время был закрыт и впоследствии отремонтирован правительством Квинсленда. С 2012 года, после решения КТУ покинуть кампус из-за неподходящих условий для обучения, правительство приняло решение по переводу около 1000 сотрудников в реконструированные бывшие здания университета.

## Академический профиль

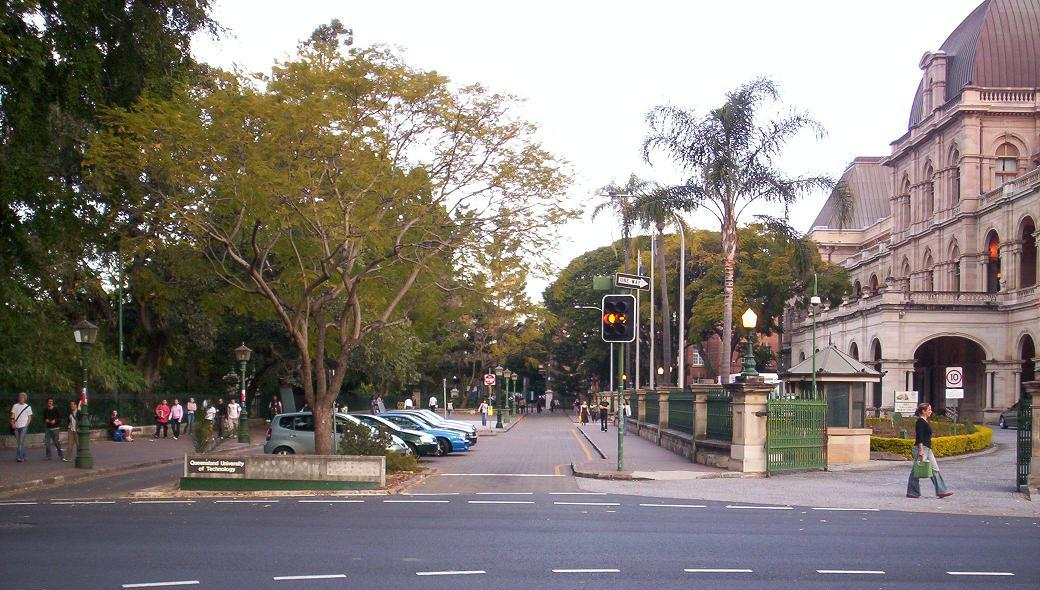
Вход в кампус Гарденс-Пойнт. Справа виден Дом Парламента

КТУ предлагает программы бакалавриата, магистратуры и докторантуры, дипломы и сертификаты о высшем образовании по следующим направлениям:
- Архитектура
- Бизнес
- Коммуникация
- Творчество
- Дизайн
- Образование
- Медицина
- Информационные технологии
- Право
- Математика
- Наука и техника

Бизнес-школа КТУ имеет тройную аккредитацию (AMBA, EQUIS и AACSB). Она входит в 1 % лучших бизнес-школ мира. Государственный университет Сан-Хосе в Сан-Хосе, штат Калифорния, США, предлагает программу докторантуры в области библиотечного дела в сотрудничестве с Квинслендским технологическим университетом.

### Рейтинги
КТУ входит в топ-10 лучших австралийских университетов по рейтингам Excellence in Research for Australia и Times Higher Education World University. Также Университет стабильно входит в 12 лучших университетов Австралии и в 1 % лучших университетов мира по рейтингам Times Higher Education World University Rankings , QS World University Rankings , Academic Ranking of World Universities и по многим другим мировым рейтингам университетов.

## Исследования
КТУ создает совместные исследовательские партнёрства с академическими кругами, промышленностью, правительством и общественными деятелями. Университет является ключевым членом Brisbane Diamantina Health Partners, первой академической системы здравоохранения Квинсленда. Исследовательские центры и институты КТУ существуют за счёт национальных грантов и отраслевого финансирования и включают в себя:

#### Исследовательские институты
- Институт творческих индустрий и инноваций (ныне нефункционирующий);
- Институт здоровья и биомедицинских инноваций (IHBI);
- Институт окружающей среды будущего (IFE).

#### Исследовательские центры
- Австралийский центр исследований в области права и здравоохранения (ACHLR);
- Австралийский центр машинного зрения (ACRV);
- Центр исследования чрезвычайных ситуаций и безопасного дорожного движения (CARRS-Q);
- Центр исследований в области социальных изменений[32];
- Центр исследований коммерческого и имущественного права (CPLRC);
- Центр исследования деменции (DCRC);
- Центр исследования цифровых медиа (DMRC).

## Зал славы бизнес-лидеров Квинсленда
В 2009 году благодаря инициативе Государственной библиотеки Квинсленда, Квинслендского библиотечного фонда и Бизнес-школы КТУ был создан так называемый Зал славы бизнес-лидеров Квинсленда (QBLHOF). Он включает в себя те организации и компании, которые внесли наибольший вклад в развитие экономики и общества Квинсленда. Руководящий комитет отбирает компании и организации согласно следующим критериям:
- устойчивое лидерство;
- крупный финансовый вклад;
- новаторство;
- выдающийся вклад;
- достижение высокого статуса.

Список выдающихся компаний озвучивают на торжественном мероприятии в июле каждого года. Начиная с 2014 года Зал славы присуждает ежегодную премию тем номинантам, которые работают над исследовательским проектом по созданию новых интерпретаций истории развития бизнеса в Квинсленде, при этом используя ресурсы библиотеки Джона Оксли
.

## Библиотека
Библиотека КТУ предоставляет студентам и преподавателям поддержку в обучении и исследованиях. Университет имеет три филиала библиотеки: библиотека корпуса Гарденс-Пойнт, библиотека права и библиотека корпуса Кельвин Гроув. Помимо услуг по предоставлению доступа к информации и заимствованию материала, библиотека КТУ также предлагает специализированную помощь для студентов, преподавателей и исследователей.
Бюджет библиотеки КТУ составляет около 13 миллионов долларов. Она занимает третье место по количеству электронных книг и онлайн-видео среди библиотек австралийских и новозеландских университетов.
В библиотеке КТУ размещается ряд институциональных репозиториев. В 2003 году он стал первым университетом в мире, принявшим общеорганизационную политику открытого доступа (Open Access policy), которая требует размещения исследовательских работ в институциональном репозитории КТУ EPrints. Электронная библиотека КТУ также построена на программном обеспечении репозитория EPrints.

## Критика
Квинслендский технологический университет подвергался критике за корпоративную культуру, обвинения в издевательствах над сотрудниками и искажении фактов о потере рабочих мест в 2020—2021 годах. По словам сотрудников университета, многие боятся устраиваться на работу в данное учебное заведение, особенно последние несколько лет. Были предприняты первые шаги к изменениям в ответ на данные заявления, хотя руководители восприняли их скептически, сославшись на проблемы с концепцией «обучения лидерству» для руководителей высшего звена, а также на отсутствие безотлагательности внедрения безопасного метода подачи жалоб.
Нынешний вице-канцлер университета Маргарет Шейл также подверглась критике за слишком дорогой ремонт ванной комнаты в её офисе.